# Mount Rittmann
Mount Rittmann ist ein ruhender Schildvulkan im westlichen Abschnitt der Mountaineer Range im ostantarktischen Viktorialand. Er liegt etwa 30 km westlich des Mount Murchison und 10 km nördlich des Mount Brabec. Die Gipfelregion des 2600 m hohen, nahezu vollständig von Eis bedeckten Berges wird von einer etwa 8 × 5 km messenden Caldera eingenommen. Wenige Kilometer westlich des Mount Rittmann fällt das Gelände steil zum Aviator-Gletscher hin ab.
Mount Rittmann ist im Pliozän entstanden und zeigt bis in die Gegenwart vulkanische Aktivität. Gesteine von der Basis des Vulkans wurden auf ein Alter von 3,97 Mio. Jahren datiert; die Bestimmung phonolithischer und trachytischer Effusivprodukte ergab Gesteinsalter von 240.000 bis 70.000 Jahren. Da aufgrund der Eisbedeckung nur spärliche Aufschlüsse vorhanden sind, ist über die jüngere Aktivität wenig bekannt. Gegenwärtig beschränkt sich die Tätigkeit des Vulkans auf Fumarolen, in deren Umgebung der Boden in 10 cm Tiefe Temperaturen von 50 °C bis 63 °C aufweist.
Eisfreie Stellen an einem Hang südwestlich des Gipfels markieren die Zonen geothermischer Aktivität, in denen die Bodentemperatur an der Oberfläche 30 °C bis 50 °C beträgt. An diesen Stellen hat sich eine biologische Lebensgemeinschaft entwickeln können, die ein Moos, neun Arten von Grünalgen, einen Flagellaten der Gattung Bodo, einen nicht näher bestimmten Wurzelfüßer sowie drei Arten von Cyanobakterien und fünf Arten von anderen Bakterien umfasst. Aufgrund der Einmaligkeit dieser Lebensgemeinschaft und ihrer Bedeutung für die Forschung wurden diese Areale als besonders geschütztes Gebiet der Antarktis ausgewiesen.
Entdeckt wurde der Vulkan im Rahmen der vierten italienischen Antarktisexpedition (1988–1989). Benannt wurde er nach dem Schweizer Vulkanologen Alfred Rittmann (1893–1980).